# Sympetrum speciosum
Sympetrum speciosum är en trollsländeart som beskrevs av Mamoru Oguma 1915. Sympetrum speciosum ingår i släktet ängstrollsländor, och familjen segeltrollsländor. Inga underarter finns listade i Catalogue of Life.